# Вулька (Ліпновський повіт)
Вулька (пол. Wólka, нім. Wulken) — село в Польщі, у гміні Скемпе Ліпновського повіту Куявсько-Поморського воєводства.
Населення — 575 осіб (2011).
У 1975-1998 роках село належало до Влоцлавського воєводства.

## Демографія
Демографічна структура станом на 31 березня 2011 року:
|          | Загалом | Допрацездатний вік | Працездатний вік | Постпрацездатний вік |
| -------- | ------- | ------------------ | ---------------- | -------------------- |
| Чоловіки | 288     | 55                 | 194              | 39                   |
| Жінки    | 287     | 67                 | 154              | 66                   |
| Разом    | 575     | 122                | 348              | 105                  |